# Болотница (Житомирская область)
Боло́тница (укр. Болотниця; в 50-х гг. XX в. — Чапаевка) — село на Украине, известно с 1618 года, находится в Народичском районе Житомирской области.
Код КОАТУУ — 1823780801. Население по переписи 2001 года составляет 313 человек. Почтовый индекс — 11430. Телефонный код — 4140. Занимает площадь 1,301 км².

## Адрес местного совета
11430, Житомирская область, Народичский р-н, с.Болотница